# Куликов Дмитро Володимирович
Дмитро Володимирович Куликов (рос. Дмитрий Владимирович Куликов; 29 жовтня 1990, м. Липецьк, СРСР) — російський хокеїст, захисник. Виступає за «Флорида Пантерс» у Національній хокейній лізі.
Вихованець хокейної школи ХК «Липецьк». Виступав за «Локомотив-2» (Ярославль), «Драммонвіль Волтіжерс» (QMJHL), «Флорида Пантерс», «Локомотив» (Ярославль), «Баффало Сейбрс», «Вінніпег Джетс», «Нью-Джерсі Девілс», «Едмонтон Ойлерс», «Міннесота Вайлд», «Анагайм Дакс», «Піттсбург Пінгвінс».
В чемпіонатах НХЛ станом на грудень 2024 року — 985 матчів (49+192), у турнірах Кубка Стенлі — 53 матчів (1+9).
У складі національної збірної Росії учасник чемпіонатів світу 2010, 2011 і 2015 (28 матчів, 2+5). У складі молодіжної збірної Росії учасник чемпіонату світу 2009. У складі юніорської збірної Росії учасник чемпіонатів світу 2007 і 2008.

## Досягнення та нагороди
- «Кубок RDS» — 2009.
- Срібний призер чемпіонату світу — 2010, 2015.
- Бронзовий призер молодіжного чемпіонату світу — 2009.
- Переможець юніорського чемпіонату світу — 2007, срібний призер — 2008.
- Володар Кубка Стенлі в складі «Флорида Пантерс» — 2024, 2025.